# Deutscher Kleinkunstpreis

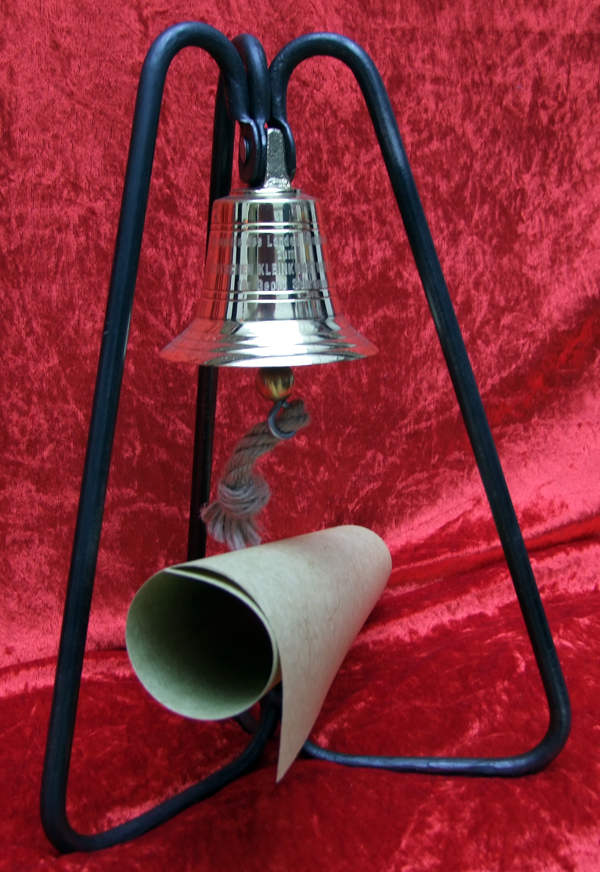
Die Glocke des Deutschen Kleinkunstpreises zusammen mit der Urkunde

Der Deutsche Kleinkunstpreis ist eine der wichtigsten deutschen Auszeichnungen für die Genres Kabarett, Chanson (Musik, Lied) und Kleinkunst.

## Geschichte
Der Preis wurde vom unterhaus – Mainzer Forum-Theater 1972 erstmals verliehen, erster Preisträger war Hanns Dieter Hüsch (nochmals 1982). 1974 wurde der Preis erstmals in drei Sparten verliehen und seit 1977 wird zusätzlich der Förderpreis der Stadt Mainz vergeben, der aus einem im Jahr 1976 einmalig an Gert Fröbe vergebenen Sonderpreis hervorging. 2008 kam dann der Ehrenpreis des Landes Rheinland-Pfalz hinzu, mit dem zuerst Dieter Hildebrandt für sein Lebenswerk geehrt wurde.
Die Auszeichnung ist eine Nachbildung der „unterhaus-Kirchenglocke“, mit der jede Vorstellung im Mainzer unterhaus eingeläutet wird, und mit derzeit 5000 Euro pro Kategorie dotiert. Als das ZDF im Jahr 1974 eine Aufzeichnung der Preisverleihung im Fernsehen übertrug, waren es 5000 DM, was inflationsbereinigt 8.482 Euro entspricht. Auch beim Deutschen Kleinkunstpreis 2002 betrug das Preisgeld 10.000 DM, inflationsbereinigt 7.909 Euro.
In der Nachfolge von Dieter Nuhr moderierte von 2011 bis 2015, lediglich 2013 vertreten durch Georg Schramm, Volker Pispers die Preisverleihung. 2016 führte Jochen Malmsheimer, von 2017 bis 2021 Urban Priol durch die Sendung. 2022 übernahm Tobias Mann die Moderation. 
2023 moderierten Tobias Mann und Urban Priol gemeinsam.

## Preisträger
Die Kategorie Kabarett ist nicht zu verwechseln mit dem  seit 1991 jährlich in Nürnberg vergebenen Deutschen Kabarettpreis.
Legende: (EP) = Ehrenpreisträger in der jeweiligen Kategorie
| #   | Jahr    | Kabarett                               | Chanson / Musik / Lied                                              | Kleinkunst                                          | Förderpreis der Stadt Mainz                                               | Ehrenpreis Rheinland-Pfalz (seit 2008) | Stand-Up-Comedy (seit 2021) |
| --- | ------- | -------------------------------------- | ------------------------------------------------------------------- | --------------------------------------------------- | ------------------------------------------------------------------------- | -------------------------------------- | --------------------------- |
| 53. | 2025    | Sarah Bosetti                          | FALK                                                                | Zärtlichkeiten mit Freunden                         | Teresa Reichl                                                             | Bernd-Lutz Lange                       | Filiz Tasdan                |
| 52. | 2024    | Moritz Neumeier                        | Fortuna Ehrenfeld                                                   | Friedemann Weise                                    | Malarina                                                                  | Ursus & Nadeschkin                     | Hazel Brugger               |
| 51. | 2023    | Anny Hartmann                          | Danger Dan                                                          | Nikita Miller                                       | Luksan Wunder                                                             | Tresenlesen                            | Carolin Kebekus             |
| 50. | 2022    | Josef Hader                            | Katie Freudenschuss                                                 | Carmela de Feo                                      | Tino Bomelino                                                             | Thomas Freitag                         | Till Reiners                |
| 49. | 2021    | Florian Schroeder                      | Lumpenpack                                                          | Sarah Bosetti                                       | Miss Allie                                                                | Emil Steinberger                       | Michael Mittermeier         |
| 48. | 2020    | Sebastian Pufpaff                      | Suchtpotenzial                                                      | Emmanuel Peterfalvi                                 | Christoph Fritz                                                           | Gerburg Jahnke                         | –                           |
| 47. | 2019    | Christian Ehring                       | Dota                                                                | BlöZinger                                           | Lara Stoll                                                                | Willi Resetarits                       | –                           |
| 46. | 2018    | Simone Solga                           | Marco Tschirpke                                                     | Torsten Sträter                                     | Lisa Eckhart                                                              | Andreas Vitásek                        | –                           |
| 45. | 2017    | Tobias Mann                            | die feisten                                                         | Nico Semsrott                                       | Hazel Brugger                                                             | Konstantin Wecker                      | –                           |
| 44. | 2016    | Thomas Maurer                          | Martina Schwarzmann                                                 | Science Busters                                     | Simon & Jan                                                               | Helge Schneider                        | –                           |
| 43. | 2015    | Christoph Sieber                       | Stefan Stoppok                                                      | Matthias Egersdörfer                                | Martin Zingsheim                                                          | Gerd Dudenhöffer                       | –                           |
| 42. | 2014    | HG. Butzko                             | Knuth und Tucek                                                     | Ohne Rolf                                           | Klaus Eckel                                                               | Franz Hohler                           | –                           |
| 41. | 2013    | Helmut Schleich                        | Matthias Brodowy (in Begleitung), Carsten Hormes und Wolfgang Stute | Michael Hatzius                                     | Team & Struppi                                                            | Christof Stählin                       | –                           |
| 40. | 2012    | Max Uthoff                             | Martin O.                                                           | Marc-Uwe Kling                                      | Christine Prayon                                                          | Georg Schramm                          | –                           |
| 39. | 2011    | Frank Lüdecke                          | Rainald Grebe                                                       | Ulan & Bator                                        | Dota                                                                      | Klaus Peter Schreiner                  | –                           |
| 38. | 2010    | Erstes Deutsches Zwangsensemble        | Tina Teubner & Ben Süverkrüp                                        | Olaf Schubert                                       | Matthias Egersdörfer                                                      | Henning Venske und Jochen Busse        | –                           |
| 37. | 2009    | Wilfried Schmickler                    | Sebastian Krämer                                                    | Jochen Malmsheimer                                  | Uta Köbernick                                                             | Gerhard Polt                           | –                           |
| 36. | 2008    | Hagen Rether                           | Anna Maria Scholz („Annamateur“)                                    | Horst Evers                                         | Tobias Mann                                                               | Dieter Hildebrandt                     | –                           |
| 35. | 2007    | Andreas Rebers                         | Weber-Beckmann                                                      | Kurt Krömer                                         | Martina Schwarzmann                                                       | –                                      | –                           |
| 34. | 2006    | Rolf Miller                            | Orchester Bürger Kreitmeier                                         | Malediva                                            | Rainald Grebe                                                             | –                                      | –                           |
| 33. | 2005    | Lisa Politt                            | Gerhard Bronner                                                     | Günther Paal                                        | Hagen Rether                                                              | –                                      | –                           |
| 32. | 2004    | Frank-Markus Barwasser                 | Bodo Wartke                                                         | Philipp Sonntag                                     | Danny Dziuk                                                               | –                                      | –                           |
| 31. | 2003    | Arnulf Rating                          | Nessi Tausendschön                                                  | Robert Gernhardt                                    | Severin Groebner                                                          | –                                      | –                           |
| 30. | 2002    | Alfred Dorfer                          | Hans-Eckardt Wenzel                                                 | Ursus & Nadeschkin                                  | Luise Kinseher                                                            | –                                      | –                           |
| 29. | 2001    | 3Gestirn                               | Queen Bee                                                           | Michael Quast                                       | Thomas Maurer und Florian Scheuba                                         | –                                      | –                           |
| 28. | 2000    | Urban Priol                            | Michael von der Heide                                               | Alf Poier                                           | Arnim Töpel                                                               | –                                      | –                           |
| 27. | 1999    | Horst Schroth                          | Pigor & Eichhorn                                                    | Erwin Grosche                                       | Tina Teubner                                                              | –                                      | –                           |
| 26. | 1998    | Dieter Nuhr                            | Susanne Betancor                                                    | Massimo Rocchi                                      | Schöller & Bacher                                                         | –                                      | –                           |
| 25. | 1996/97 | Andreas Giebel                         | Cora Frost                                                          | Lars Reichow                                        | Bader-Ehnert-Kommando (bestehend aus Kristian Bader und Michael Ehnert)   | –                                      | –                           |
| 24. | 1995    | Volker Pispers                         | Tim Fischer                                                         | Ars Vitalis                                         | Stiller Has                                                               | –                                      | –                           |
| 23. | 1994    | Matthias Deutschmann                   | Reinhard Mey (EP)                                                   | Gruppo di Valtorta                                  | Rosa K. Wirtz                                                             | –                                      | –                           |
| 22. | 1993    | Matthias Beltz                         | Georgette Dee und Terry Truck                                       | Missfits                                            | Musikgruppe Broadlahn                                                     | –                                      | –                           |
| 21. | 1992    | Richard Rogler                         | Mad Dodo                                                            | Otto Grünmandl (EP)                                 | Sissi Perlinger                                                           | –                                      | –                           |
| 20. | 1991    | Georg Schramm                          | Manfred Maurenbrecher und Richard Wester                            | Wolfgang Krause Zwieback                            | Herrchens Frauchen                                                        | –                                      | –                           |
| 19. | 1990    | Achim Konejung und Horst Schroth       | Lisa Fitz                                                           | Josef Hader                                         | Duo Hans-Eckardt Wenzel und Steffen Mensching                             | –                                      | –                           |
| 18. | 1989    | Martin Buchholz                        | Linard Bardill                                                      | Theater Wilde Mischung Berlin                       | Theater Cache-Cache                                                       | –                                      | –                           |
| 17. | 1988    | Hannelore Kaub (EP)                    | Georg Ringsgwandl                                                   | Ernst Jandl und Mitglieder des Vienna Art Orchestra | Knobi-Bonbon-Kabarett                                                     | –                                      | –                           |
| 16. | 1987    | Mathias Richling                       | Gisela May (EP)                                                     | Clown Pello                                         | Richard Rogler                                                            | –                                      | –                           |
| 15. | 1986    | Jockel Tschiersch und Ottfried Fischer | Dieter Süverkrüp (EP)                                               | Sibylle und Michael Birkenmeier                     | Miki Malör                                                                | –                                      | –                           |
| 14. | 1985    | Helen Vita (EP)                        | Liederjan                                                           | Lukas Resetarits                                    | Erwin Grosche                                                             | –                                      | –                           |
| 13. | 1984    | Dietrich Kittner (EP)                  | Ulla Meinecke                                                       | Werner Schneyder                                    | Marianne Delgorge                                                         | –                                      | –                           |
| 12. | 1983    | Wolfgang Neuss (EP)                    | Franz Josef Degenhardt                                              | Die Schmetterlinge                                  | Claudia Schlenger und Hanns Meilhamer                                     | –                                      | –                           |
| 11. | 1982    | Hanns Dieter Hüsch (EP), Jörg Hube     | Kristin Horn                                                        | – (keine Verleihung, da zweimal Kabarett)           | Theater Der Wahre Anton (bestehend aus Heinrich Pachl und Richard Rogler) | –                                      | –                           |
| 10. | 1981    | Das Kom(m)ödchen (EP)                  | Walter Mossmann                                                     | Kaspar Fischer                                      | Biermösl Blosn                                                            | –                                      | –                           |
| 9.  | 1980    | Gerhard Polt und Dick Städtler         | Aernschd Born                                                       | Floh de Cologne                                     | Karl Napps Chaos Theater                                                  | –                                      | –                           |
| 8.  | 1979    | Siegfried Zimmerschied                 | Wolf Biermann                                                       | Loriot - Vicco von Bülow                            | Die 3 Tornados                                                            | –                                      | –                           |
| 7.  | 1978    | Jochen Steffen                         | Klaus Hoffmann                                                      | Otto Grünmandl                                      | Mathias Richling                                                          | –                                      | –                           |
| 6.  | 1977    | Dieter Hildebrandt                     | Konstantin Wecker                                                   | Franz Josef Bogner                                  | Michael Bauer                                                             | –                                      | –                           |
| 5.  | 1976    | Emil Steinberger                       | Christof Stählin                                                    | Ortrud Beginnen                                     | Gert Fröbe                                                                | –                                      | –                           |
| 4.  | 1975    | Die Machtwächter                       | Schobert und Black                                                  | Ernst Stankovski                                    | –                                                                         | –                                      | –                           |
| 3.  | 1974    | Helmut Ruge                            | Hannes Wader                                                        | Günther Lüders                                      | –                                                                         | –                                      | –                           |
| 2.  | 1973    | Franz Hohler, Guy Walter               | –                                                                   | –                                                   | –                                                                         | –                                      | –                           |
| 1.  | 1972    | Hanns Dieter Hüsch                     | –                                                                   | –                                                   | –                                                                         | –                                      | –                           |